# Messe parodie
La messe parodie, ou messe-parodie, est une forme musicale couramment utilisée à la Renaissance. Il s'agit d'une messe polyphonique, composée sur la base d'une œuvre déjà existante, sacrée ou profane (motet, chanson, etc.), d'un autre compositeur ou du compositeur de la messe. L’œuvre originale peut être réutilisée intégralement, ou par extraits. De nombreux compositeurs de l'époque ont utilisé cette forme, aussi bien en France qu'en Italie, en Espagne et en Amérique du Sud : Roland de Lassus, Nicolas Gombert, Adrien Willaert, Giovanni Pierluigi da Palestrina, Josquin des Prés, etc. Il n'y a aucune idée de caricature dans la notion de messe-parodie : il s'agit seulement d'un développement d'une œuvre polyphonique préexistante, déjà connue des fidèles.
En général, on ne parle de messe-parodie que lorsqu'un fragment polyphonique est utilisé ; si seule une voix est réemployée, on parle plutôt de messe paraphrase. Les techniques de composition utilisées pour la composition de messes-parodies comprennent l'ajout ou le retrait de voix ou l'utilisation d'un fragment polyphonique au début de chaque partie de la messe. En 1613, dans son ouvrage théorique en 22 volumes El melopeo y maestro, le théoricien de la musique italien Pietro Cerone donne les recommandations suivantes pour l'écriture d'une messe-parodie : chacune des principales sections de la messe doit commencer par le début de la pièce d'origine ; la partie centrale du Kyrie (le Christe eleison) doit utiliser un motif secondaire du modèle ; d'autres parties, comme le deuxième et le troisième Agnus Dei, ne doivent pas s'en inspirer mais être composées librement. Il propose également de réemployer, autant que possible, des motifs tirés de la pièce « parodiée ».

## Exemples
- Pedro Bermúdez : Misa de Bomba d'après l'ensalada La Bomba de Mateo Flecha
- Bartolomeo da Bologna : Gloria Vince con lena et Credo Morir desio
- Antoine Brumel : Missa de Dringhs
- Guillaume Faugues : messe Le serviteur
- Nicolas Gombert : messe Je suis déshéritée (sur une chanson de Pierre Cadéac)
- Georges de la Hèle : huit messes
- Roland de Lassus : messe Osculetur me
- Johannes Lupi : messe Mijn vriendinne
- Nicolas de Marle : messe Ô gente brunette
- Giovanni Pierluigi da Palestrina : cinquante-trois messes (Assumpta est, O magnum mysterium, O sacrum convivium, Io mi son giovinetta...), dont vingt à partir de ses propres œuvres (motets, madrigaux)[2]
- Josquin des Prés : messes Malheur me bat, Mater Patris, Fortuna desperata
- Alessandro Striggio : messe Ecco sì beato giorno
- Antoine de Févin : messe Ave Maria (réutilisant un motet de Josquin des Prés[2])
- Hieronymus Vinders : messe Fors seulement'